# 알리송 파라디
알리송 파라디(Alysson Paradis, 1984년 5월 29일 ~ )는 프랑스의 배우이다.